# Zborówek
Zborówek – wieś w Polsce położona w województwie świętokrzyskim, w powiecie buskim, w gminie Pacanów.
Był wsią biskupstwa krakowskiego w województwie sandomierskim w ostatniej ćwierci XVI wieku. W latach 1975–1998 miejscowość położona była w województwie kieleckim.

## Położenie
Wieś położona jest na wypiętrzeniu pińczowsko-wójczańskim. Zasobna w urodzajne czarnoziemy na lessowym podłożu. Z powodzeniem uprawia się tutaj zboża, ziemniaki, buraki cukrowe, fasolę, brzoskwinie, a także jarzyny, w tym również produkcja nasiennicza.

## Części wsi
| SIMC    | Nazwa          | Rodzaj    |
| ------- | -------------- | --------- |
| 0259206 | Błonie         | część wsi |
| 0259212 | Krzywda        | część wsi |
| 0259235 | Piekło         | część wsi |
| 0259241 | Stary Zborówek | część wsi |
| 0259258 | Za Wodą        | część wsi |

## Zabytki
- drewniany kościół pw. św. Idziego Opata, wzniesiony w 1459 r. w miejscu poprzedniego, zbudowanego prawdopodobnie w 1085 r. przez Władysława Hermana. Jest to najstarszy kościół drewniany o pewnym datowaniu. Konstrukcji zrębowej, był konsekrowany w 1654 r. po przeprowadzonej odbudowie. W latach 1906–1908 dobudowano zachodnią murowaną część nawy. Wpisany do rejestru zabytków nieruchomych (nr rej.: A.65 z 15.01.1957 i z 21.02.1966)[8].
- cmentarz parafialny (nr rej.: A.66 z 5.08.1992)[8].

## Osoby związane ze Zborówkiem
- Wanda Kamińska, z domu Henisz – urodzona w Zborówku taterniczka, pionierka wspinania kobiecego, członkini honorowa Klubu Wysokogórskiego w Warszawie i Polskiego Związku Alpinizmu.